# Onthophagus chrysoderus
Onthophagus chrysoderus là một loài bọ cánh cứng trong họ Bọ hung (Scarabaeidae).